# Pectinodon
Pectinodon bakkeri
Genre
Espèce
Synonymes
- † Troodon bakkeri (Carpenter, 1982)

Pectinodon est un genre fossile de dinosaures Troodontidae ayant vécu à la fin du Crétacé supérieur, au Maastrichtien supérieur, il y a un peu plus de 66 Ma (millions d'années), juste avant la grande extinction de la fin du Crétacé. Ses restes fossiles ne sont connus que par des dents isolées  découvertes dans la formation géologique de Lance au Wyoming, et selon Derek Larson et Philip Currie dans la formation contemporaine de Hell Creek au Montana, aux États-Unis.
L'espèce type et seule espèce valide du genre, Pectinodon bakkeri, a été nommée par Kenneth Carpenter en 1982, basée sur une dent d'adulte de 6,2 millimètres de long, référencé The holotype, UCM 38445, et trois dents de juvéniles qui constituent des paratypes. 

## Étymologie
Le nom de genre Pectinodon est composé du mot latin pecten, « peigne », et de celui du grec ancien ὀδών, odon, « dent », pour indiquer la présence de denticules sur un des tranchants des dents, qui les fait ressembler à un peigne. Le nom spécifique bakkeri honore Robert Thomas Bakker.

## Historique et classification
Les genres Pectinodon et Troodon ont une histoire taxonomique très compliquée car ils ont été définis uniquement sur des restes fossiles très partiels, limités à des dents isolées. 
C'est ainsi que Philip Currie et ses collègues ont nommé Pectinodon bakkeri, Troodon formosus en 1990 .
En 1991, George Olshevsky attribue la dent de la formation de Lance à Troodon bakkeri.
En 2011, Zanno et ses collègues, reprennent les conclusions de Longrich (2008), en considérant Pectinodon bakkeri comme un taxon valide,.
En 2013, Philip Currie et Derek Larson valident également Pectinodon bakkeri, par analyse multivariée, aussi bien pour les dents de la formation de Lance que pour celles de Hell Creek. Ils classent comme cf. Troodon les quelques dents plus anciennes (Campanien) découvertes dans la formation de Dinosaur Park.
Cependant en 2017, trois analyses phylogénétiques conduites sur les Troodontidae par des équipes internationales différentes de paléontologues ne retiennent pas Pectinodon dans leurs études,,.

## Autre espèce
En 1985 Lev Nesov a inventé une seconde espèce, Pectinodon asiamericanus, basée sur une seule dent (CCMGE 49/12176) découverte dans la formation géologique de Khodzhakul en Ouzbékistan et datée du début du Crétacé supérieur (Cenomanien). Elle est aujourd'hui généralement considérée comme un nomen dubium (nom douteux).